# Venanzio Ortis
Venanzio Ortis (ur. 29 stycznia 1955 w Paluzza w prowincji Udine) – włoski lekkoatleta, specjalista biegów długodystansowych, mistrz i wicemistrz Europy.
Wystąpił w biegu na 1500 metrów na mistrzostwach Europy juniorów w 1973 w Duisburgu, ale odpadł w przedbiegu.
Zdobył srebrny medal indywidualnie i brązowy drużynowo na mistrzostwach świata w biegach przełajowych w 1974 w Monza w rywalizacji juniorów. Na igrzyskach olimpijskich w 1976 w Montrealu odpadł w eliminacjach biegu na 5000 metrów.
Sezon 1978 był najbardziej udany w karierze Ortisa. Zajął 8. miejsce w biegu na 3000 metrów podczas halowych mistrzostwa Europy w Mediolanie. 16 sierpnia w Zurychu ustanowił rekord Włoch na 5000 metrów wynikiem 13;20,82. Na mistrzostwach Europy w Pradze zwyciężył w biegu na 5000 metrów (przez Markusem Ryffelem ze Szwajcarii i Aleksandrem Fiedotkinem ze Związku Radzieckiego) oraz zdobył srebrny medal w biegu na 10 000 metrów (za Finem Marttim Vainio, z przez Aleksandrasem Antipovasem z ZSRR).
Kontuzja uniemożliwiła mu start na igrzyskach olimpijskich w 1980 w Moskwie. Zajął 4. miejsce w biegu na 10 000 m podczas pucharu Świata w 1981 w Rzymie. Zdobył srebrny medal na tym dystansie na igrzyskach śródziemnomorskich w 1983 w Casablance
Venanzio Ortis był mistrzem Włoch w biegu na 5000 metrów w 1977, w biegu na 10 000 metrów w 1976 i 1978 oraz w biegu przełajowym w 1980. Zdobył również halowe mistrzostwo Włoch w biegu na 3000 m w 1978.
Dwukrotnie poprawiał rekord Włoch w biegu na 5000 m do wyniku 13:19,19 (9 września 1981 w Rieti), a raz w biegu na 10 000 m (27:31,48 29 sierpnia 1978 w Pradze.
Zakończył karierę sportową w 1983.